# Chalandry
Chalandry est une commune française située dans le département de l'Aisne en région Hauts-de-France.

## Géographie
- 1Carte dynamique
- 2Carte OpenStreetMap
- 3Carte topographique

Chalandry est située entre Laon et Crécy-sur-Serre. Elle est bordée au nord par la Souche et dominé au sud-est par les montagnes Saint-Aubin (135 m).

### Localisation

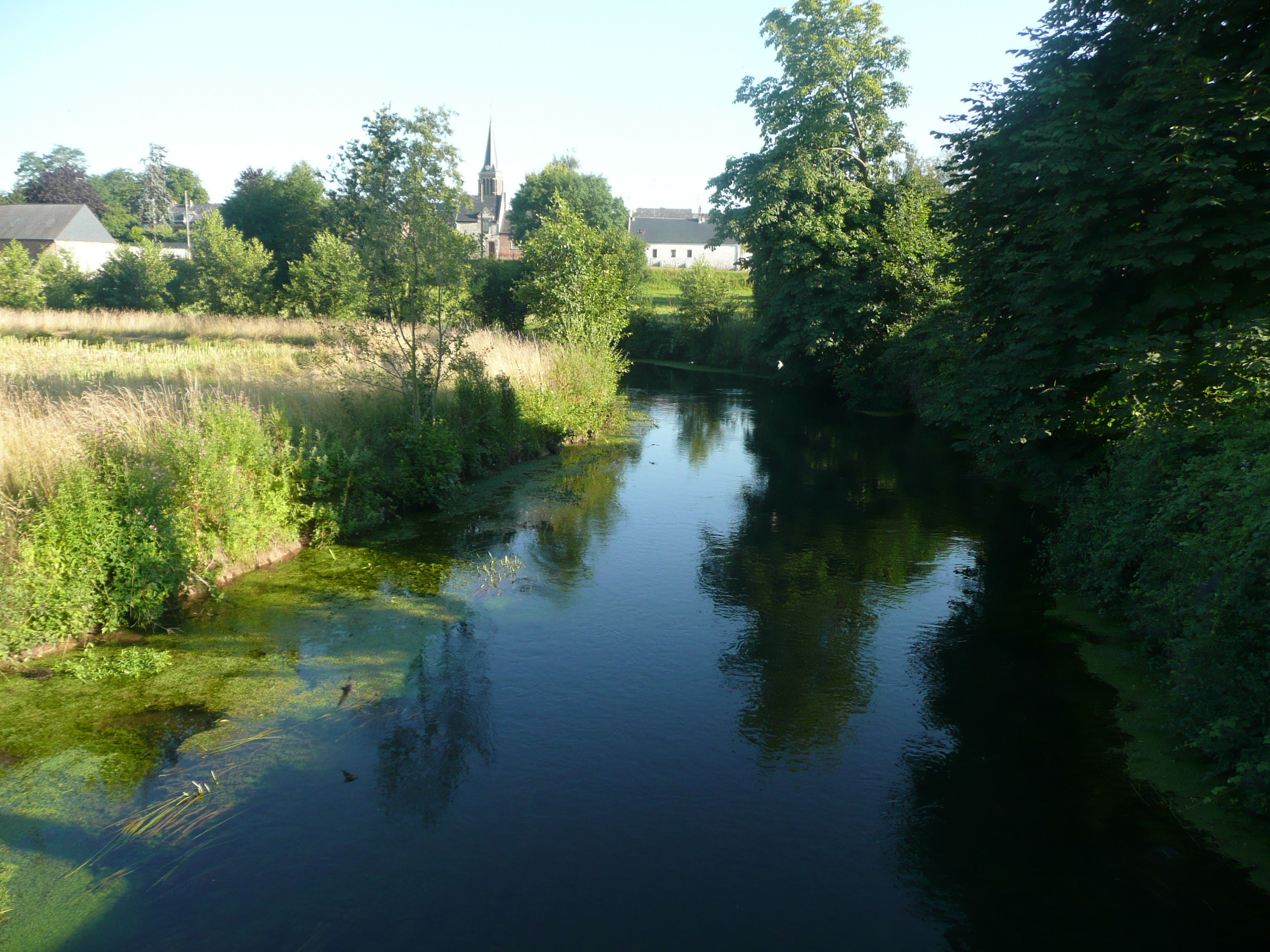
Vue de la Souche un soir d'été.
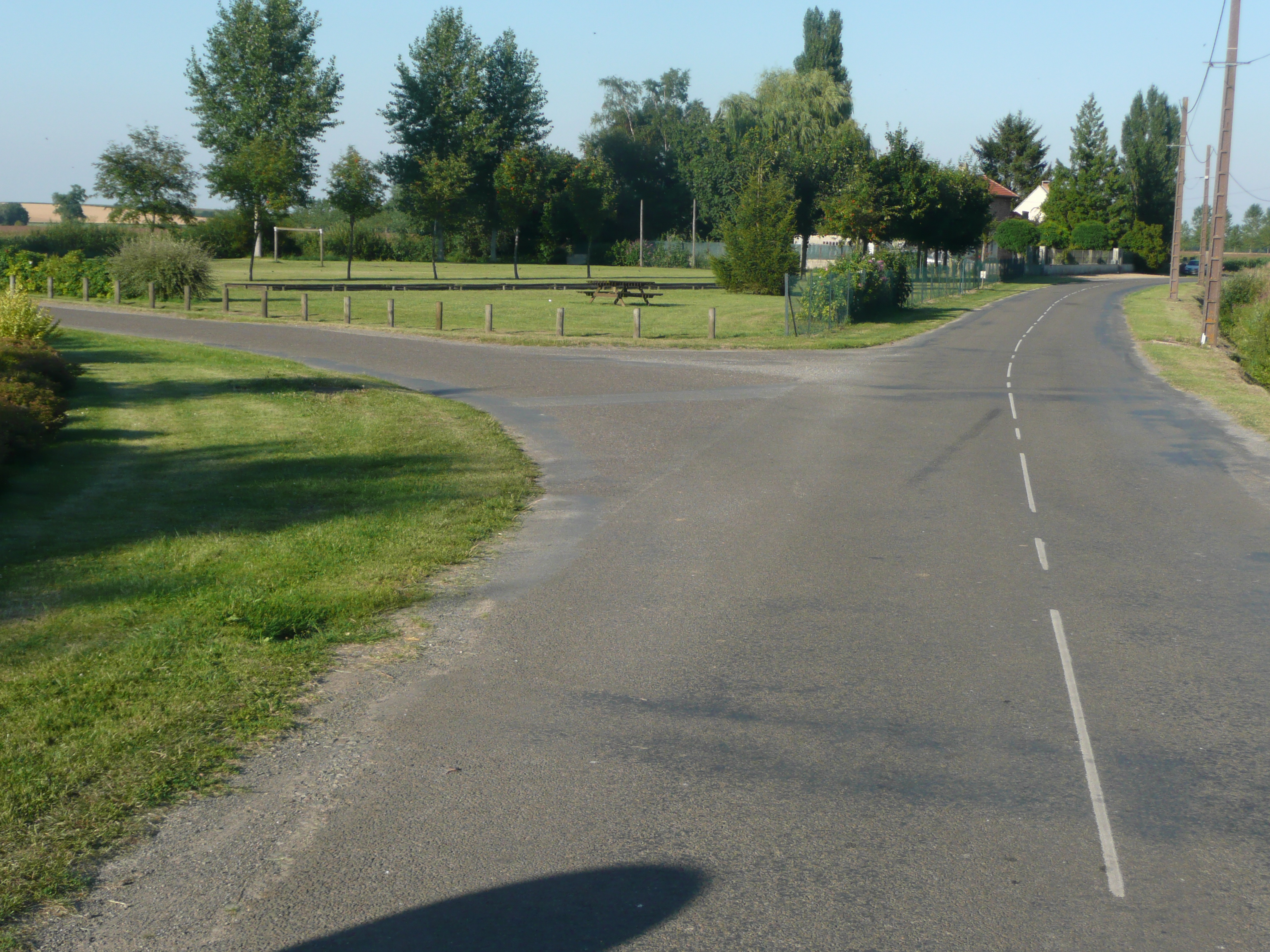
Sortie de Chalandry direction Crécy-sur-Serre/Mortiers.

### Hydrographie
La commune est située dans le bassin Seine-Normandie. Elle est drainée par la Souche, la rivière Ancienne Fausse Souche,,.
La Souche, d'une longueur de 32 km, prend sa source dans la commune de Sissonne et se jette  dans la Serre à Crécy-sur-Serre, après avoir traversé douze communes. Les caractéristiques hydrologiques du la Souche sont données par la station hydrologique située sur la commune de Froidmont-Cohartille. Le débit moyen mensuel est de 1,93 m3/s. Le débit moyen journalier maximum est de 3,93 m3/s, atteint lors de la crue du 30 janvier 1975. Le débit instantané maximal est quant à lui de 3,93 m3/s, atteint le 29 janvier 1975.

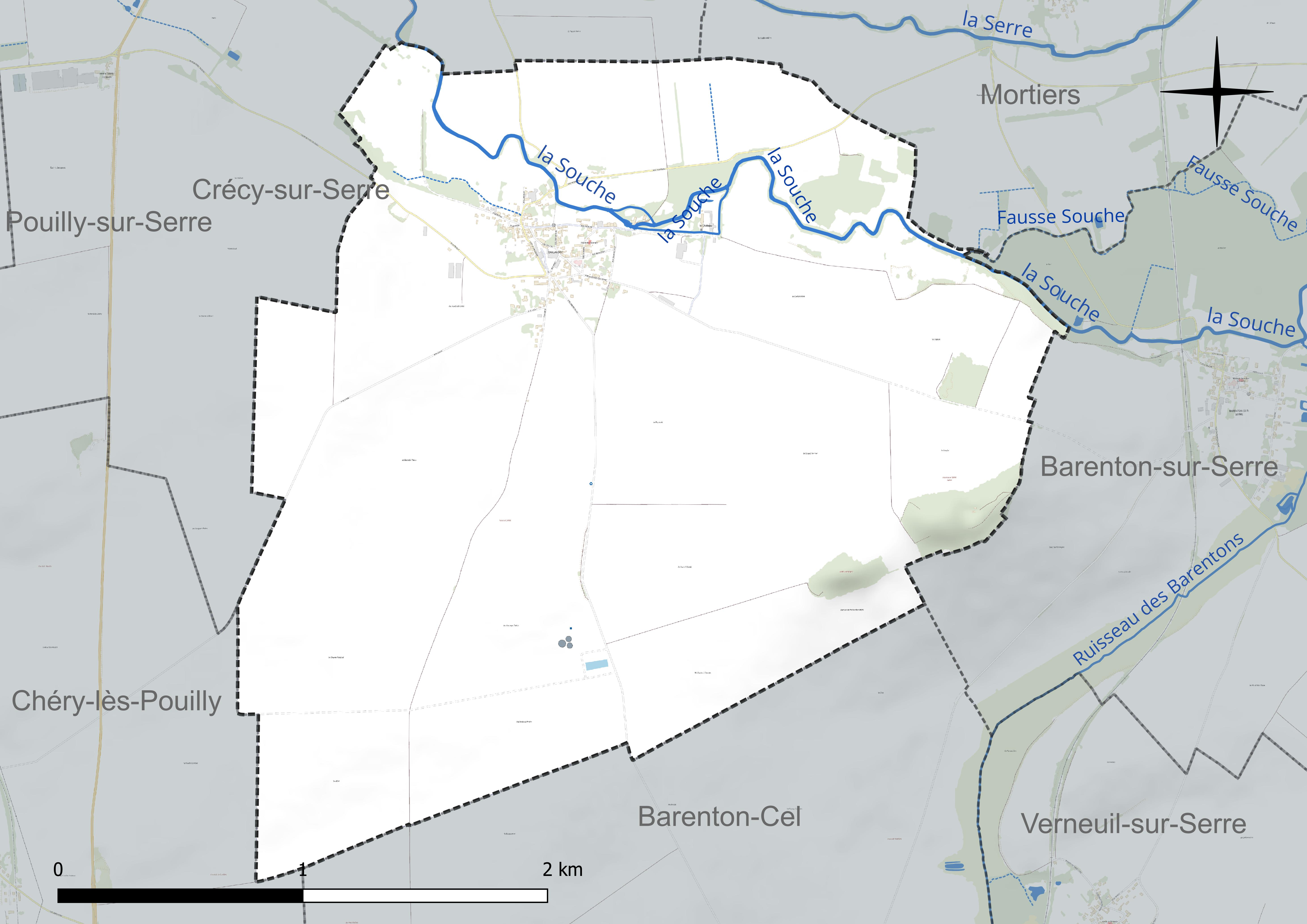
Réseau hydrographique de Chalandry.

### Climat
Pour des articles plus généraux, voir Climat des Hauts-de-France et Climat de l'Aisne.
En 2010, le climat de la commune est de type climat océanique dégradé des plaines du Centre et du Nord, selon une étude du CNRS s'appuyant sur une série de données couvrant la période 1971-2000. En 2020, Météo-France publie une typologie des climats de la France métropolitaine dans laquelle la commune est exposée à un climat océanique altéré et est dans la région climatique Nord-est du bassin Parisien, caractérisée par un ensoleillement médiocre, une pluviométrie moyenne régulièrement répartie au cours de l'année et un hiver froid (3 °C).
Pour la période 1971-2000, la température annuelle moyenne est de 10,3 °C, avec  une amplitude thermique annuelle de 15,1 °C. Le cumul annuel moyen de précipitations est de 709 mm, avec 12 jours de précipitations en janvier et 9 jours en juillet. Pour la période 1991-2020 la température moyenne annuelle observée sur la station météorologique la plus proche, située sur la commune d'Aulnois-sous-Laon à 8 km à vol d'oiseau, est de 11,0 °C et le cumul annuel moyen de précipitations est de 685,6 mm,. Pour l'avenir, les paramètres climatiques de la commune estimés pour 2050 selon différents scénarios d'émission de gaz à effet de serre sont consultables sur un site dédié publié par Météo-France en novembre 2022.

## Urbanisme

### Typologie
Au 1er janvier 2024, Chalandry est catégorisée commune rurale à habitat dispersé, selon la nouvelle grille communale de densité à 7 niveaux définie par l'Insee en 2022.
Elle est située hors unité urbaine. Par ailleurs la commune fait partie de l'aire d'attraction de Laon, dont elle est une commune de la couronne,. Cette aire, qui regroupe 106 communes, est catégorisée dans les aires de 50 000 à moins de 200 000 habitants,.

### Occupation des sols
L'occupation des sols de la commune, telle qu'elle ressort de la base de données européenne d'occupation biophysique des sols Corine Land Cover (CLC), est marquée par l'importance des territoires agricoles (95,9 % en 2018), une proportion identique à celle de 1990 (95,9 %). La répartition détaillée en 2018 est la suivante : 
terres arables (86,6 %), prairies (9,4 %), zones urbanisées (3,9 %), forêts (0,2 %).
L'évolution de l'occupation des sols de la commune et de ses infrastructures peut être observée sur les différentes représentations cartographiques du territoire : la carte de Cassini (XVIIIe siècle), la carte d'état-major (1820-1866) et les cartes ou photos aériennes de l'IGN pour la période actuelle (1950 à aujourd'hui).

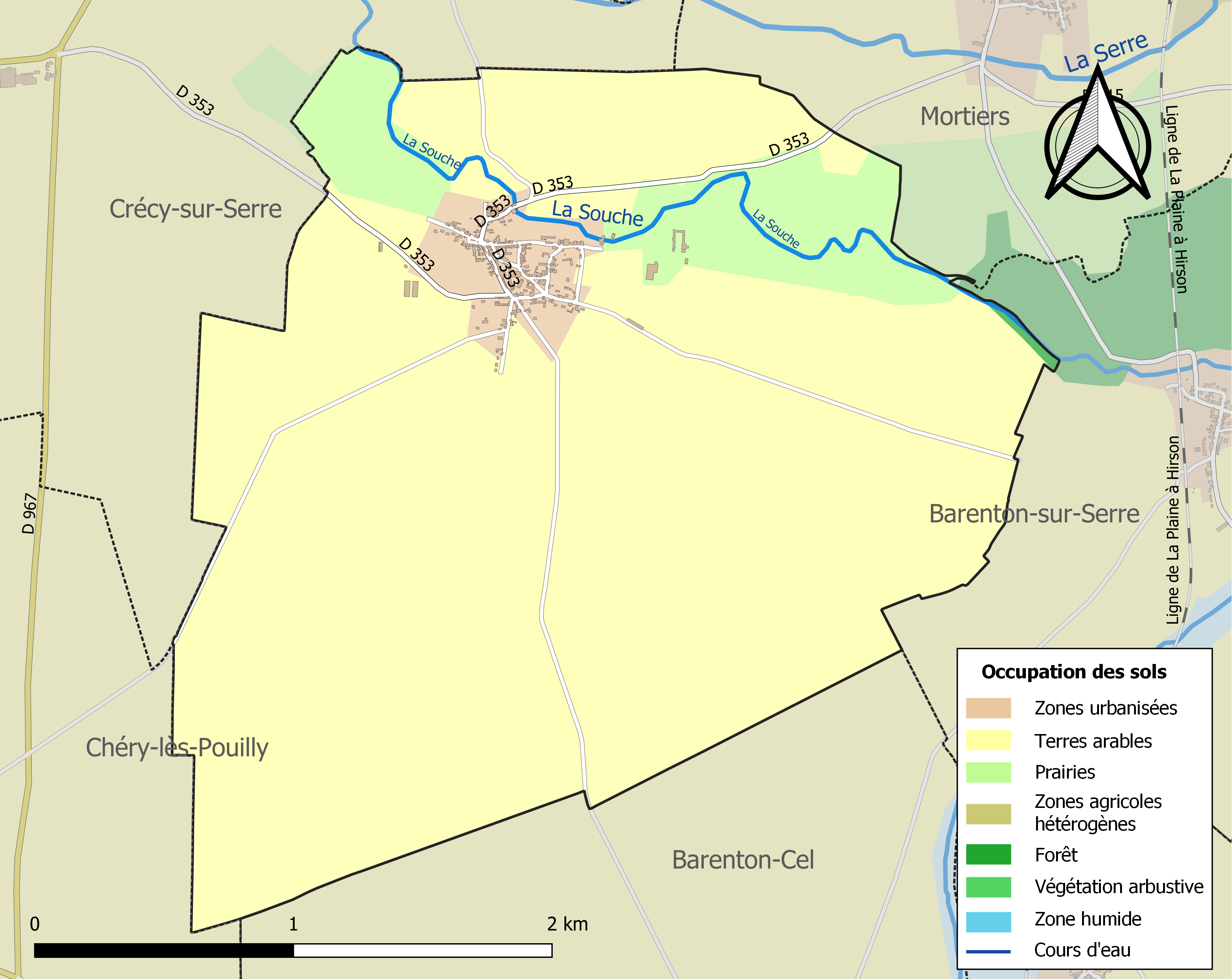
Carte des infrastructures et de l'occupation des sols de la commune en 2018 (CLC).

## Toponymie
Le village  est cité pour la première fois sous l'appellation  latine de Kalendreium en 1137. Le nom variera encore de nombreuses fois  encore en fonction des différents transcripteurs :  Kalendriacum, Chalendri, Chalendry, Challendri, Challendry et enfin l'orthographe actuelle Chalandy sur la carte de Cassini au XVIIIe siècle
.
Le hameau de La Motte est cité en 1385 sous le nom de Maison de La Motte.

## Histoire
|  |  |  |

La carte de Cassini montre qu'au XVIIIe siècle, Chalandry est une paroisse située sur la rive gauche de la rivière la Souche.
Le moulin à eau sur la Souche était encore en activité au siècle dernier. Un autre moulin, à vent celui-ci, est représenté sur le plan cadastral de 1819 sur les hauteurs de la Montagne Saint-Aubin.
|  |  |  |  |  |

Les objets trouvés en 1866 non loin de la Montagne Saint-Aubin montrent que le secteur a été habité depuis fort longtemps.
En 1884, M. Thiéfin, l'instituteur du village, a écrit une intéressante monographie consultable sur le site de archives départementales de l'Aisne en cliquant sur le lien ci-après.
M. Edmond Brucelle a fait paraître en 1904 un imposant ouvrage de plus de 300 pages retraçant l'histoire du village.
La fontaine Saint-Aubin était autrefois un important site de pèlerinage.
Le château de Chalandry s'appelait château de la Mothe en 1385. Seule une tour de ce château subsiste encore de nos jours.

### Passé ferroviaire du village
| Chalandry |  | À l'origine, la gare de Chalandry était entièrement construite en bois. Elle fut jugée trop petit et en 1902, on en a édifié une nouvelle en brique et en bois plus spacieuse et lieux disposée pour le service. (Edmond Brucelle - Histoire de Chalandry 1904. | Cette gare située au nord du village, a été transformée en habitation ; le nom de la gare "CHALANDRY" existe toujours sur le mur de la maison. |

De 1878 à 1959, Chalandry a été traversée par la ligne de chemin de fer Dercy-Mortiers à Versigny, qui , venant de Dercy, traversait le village au nord, de l'autre côté de  La Serre et se dirigeait vers Crécy-sur-Serre.
 Elle permettait des correspondances entre Hirson et Tergnier.
Cette ligne servait aux transport de passagers, de marchandises, de betteraves sucrières, de pierre à chaux.
À partir de 1950, avec l'amélioration des routes et le développement du transport automobile, le trafic ferroviaire a périclité et la ligne a été fermée en 1959. Les rails ont été retirés.

## Politique et administration

### Découpage territorial

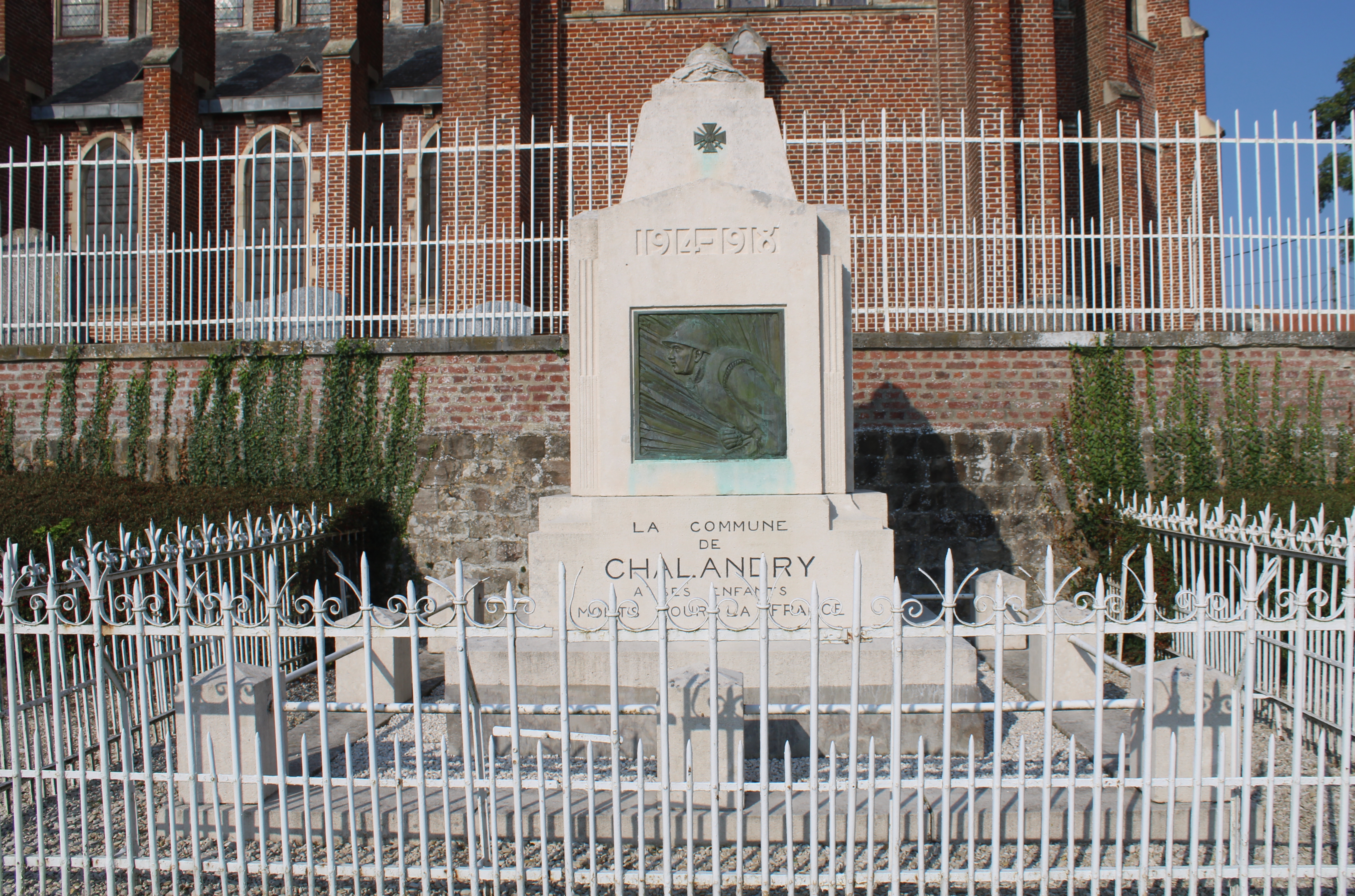
Le monument aux morts.

La commune de Chalandry est membre de la communauté de communes du Pays de la Serre, un établissement public de coopération intercommunale (EPCI) à fiscalité propre créé le 17 décembre 1992 dont le siège est à Crécy-sur-Serre. Ce dernier est par ailleurs membre d'autres groupements intercommunaux.
Sur le plan administratif, elle est rattachée à l'arrondissement de Laon, au département de l'Aisne et à la région Hauts-de-France. Sur le plan électoral, elle dépend du  canton de Marle pour l'élection des conseillers départementaux, depuis le redécoupage cantonal de 2014 entré en vigueur en 2015, et de la première circonscription de l'Aisne  pour les élections législatives, depuis le dernier découpage électoral de 2010.

### Administration municipale
| Période                                  | Période                   | Identité        | Étiquette | Qualité                                  |
| ---------------------------------------- | ------------------------- | --------------- | --------- | ---------------------------------------- |
| mars 1977                                | mars 2001                 | Jacques Chery   |           |                                          |
| mars 2001                                | 2008                      | Gilbert Dermaut |           |                                          |
| mars 2008                                | En cours (au 23 mai 2020) | Jean Delville   | DVD       | Retraité Réélu pour le mandat 2020-2026, |
| Les données manquantes sont à compléter. |                           |                 |           |                                          |

## Démographie
L'évolution du nombre d'habitants est connue à travers les recensements de la population effectués dans la commune depuis 1793. Pour les communes de moins de 10 000 habitants, une enquête de recensement portant sur toute la population est réalisée tous les cinq ans, les populations de référence des années intermédiaires étant quant à elles estimées par interpolation ou extrapolation. Pour la commune, le premier recensement exhaustif entrant dans le cadre du nouveau dispositif a été réalisé en 2007.

En 2022, la commune comptait 242 habitants, en évolution de −3,2 % par rapport à 2016 (Aisne : −1,97 %, France hors Mayotte : +2,11 %).
| 1793 | 1800 | 1806 | 1821 | 1831 | 1836 | 1841 | 1846 | 1851 |
| ---- | ---- | ---- | ---- | ---- | ---- | ---- | ---- | ---- |
| 440  | 475  | 505  | 512  | 540  | 528  | 558  | 556  | 544  |

| 1856 | 1861 | 1866 | 1872 | 1876 | 1881 | 1886 | 1891 | 1896 |
| ---- | ---- | ---- | ---- | ---- | ---- | ---- | ---- | ---- |
| 511  | 512  | 477  | 480  | 472  | 423  | 404  | 400  | 385  |

| 1901 | 1906 | 1911 | 1921 | 1926 | 1931 | 1936 | 1946 | 1954 |
| ---- | ---- | ---- | ---- | ---- | ---- | ---- | ---- | ---- |
| 364  | 367  | 350  | 266  | 295  | 231  | 244  | 276  | 257  |

| 1962 | 1968 | 1975 | 1982 | 1990 | 1999 | 2006 | 2007 | 2012 |
| ---- | ---- | ---- | ---- | ---- | ---- | ---- | ---- | ---- |
| 248  | 240  | 233  | 230  | 225  | 222  | 210  | 208  | 236  |

| 2017 | 2022 | - | - | - | - | - | - | - |
| ---- | ---- | - | - | - | - | - | - | - |
| 253  | 242  | - | - | - | - | - | - | - |

## Culture locale et patrimoine

### Lieux et monuments
- Le château de Chalandry, dont la tourelle d'angle est classée monument historique depuis 1927.
- Le moulin.
- La fontaine de Saint-Aubin.
- L'église Saint-Aubin.
- Le cheval « Roye ».
- Motte signalée par Salch[30].

### Personnalités liées à la commune
Alexandre-Eusèbe Poquet (1808-1897) https://data.bnf.fr/11920316/alexandre_poquet/
historien et archéologue, inspecteur des monuments du département de l'Aisne ; il a rédigé de nombreux ouvrages sur des communes du département de l'Aisne.

## Pour approfondir